# Art préhistorique au Japon
L'art préhistorique au Japon est une dénomination historiquement très large, couvrant le Paléolithique du Japon, et les périodes Jōmon (vers 13000 - 350 BCE) et Yayoi (vers 350 BCE - 250 CE) de l'ensemble de l'archipel japonais, dont Hokkaidō au nord et les iles Ryukyu au sud, qui ne font politiquement pas partie du Japon avant la fin du XIXe siècle.
La préhistoire du Japon reste mal connue et les débats se poursuivent entre chercheurs quant à la nature des cultures et des sociétés de cette époque, leur nombre et la mesure dans laquelle elles peuvent être considérées comme homogènes ou non à travers l'archipel et dans le temps.

## Paléolithique supérieur
Cette longue période, d'environ 40 000 à 15 000 ans avant le présent (AP), se distingue par une production d'herminettes remarquablement polies pour en renforcer le tranchant tout en révélant la matière de la roche, longuement travaillée sur des pierres plus tendres.

## Art Jōmon

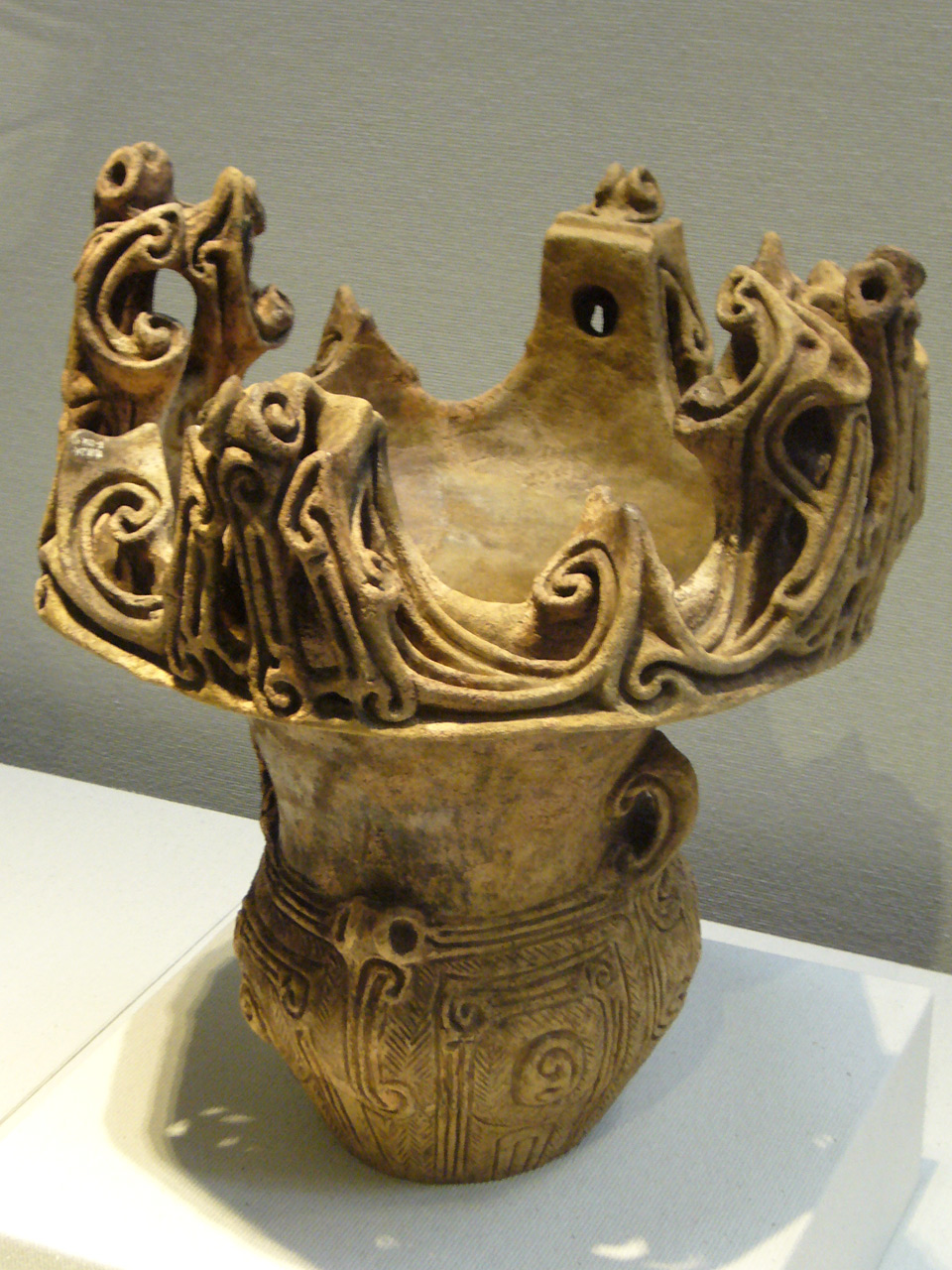
Fin du Jōmon (3000-2000 BCE). « Vaisseau en forme de couronne », variation sur le style « vaisseau flamme » pour lequel l'art Jōmon est réputé.

Vers 15 000 ans AP commence la période Jōmon, après une occupation humaine du Japon longue d'environ 25 000 ans. Chasseurs-cueilleurs sédentaires installés dans des villages, les artisans du Jōmon sont ainsi nommés pour les « marques de corde » laissées sur les poteries, des impressions faites avec de la corde pour décorer les poteries de cette période. Le terme a été appliqué à la poterie et à la culture associée par l'Américain Edward Sylvester Morse. La poterie Jōmon passe pour être l'une des plus anciennes du monde, en concurrence avec la poterie chinoise.
Les communautés Jōmon comptent des centaines, voire des milliers de personnes, qui habitent dans des maisons simples de bois et de chaume installées dans des fosses de terre peu profondes pour bénéficier de la chaleur du sol. Ils fabriquent des récipients de stockage de poteries richement décorés, des figurines d'argile appelés dogū et des bijoux en cristal.

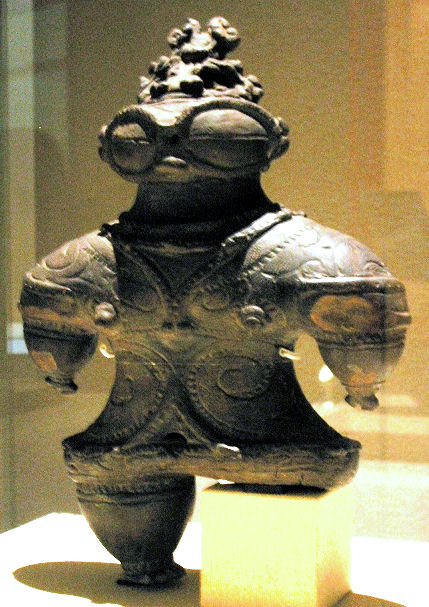
Statuette dogū de la fin de la période Jōmon (1000-400 BCE), musée national de Tokyo.

Les plus anciens exemples de poterie Jōmon ont le fond plat, bien que les fonds effilés (destinés à être conservés dans de petites fosses dans la terre comme des amphores) deviennent communs ultérieurement. Vers la fin de la période Jōmon (3000 - 2000 BCE), les décorations simples faites avec un cordon ou par grattage cèdent la place à des conceptions très élaborées. Ce qui s'appelle les « navires flamme », avec les navires en forme de couronne qui leur sont étroitement associés, sont parmi les formes les plus distinctives de cette période. Des formes représentatives comme des figurines en argile de personnes et d'animaux apparaissent également à cette époque. Ces figurines, appelées dogū, sont souvent appelées « yeux ronds » et disposent de dessins géométriques élaborés et de membres courts et trapus. Elles sont généralement considérées comme possédant une signification rituelle ou religieuse.

## Art Yayoi

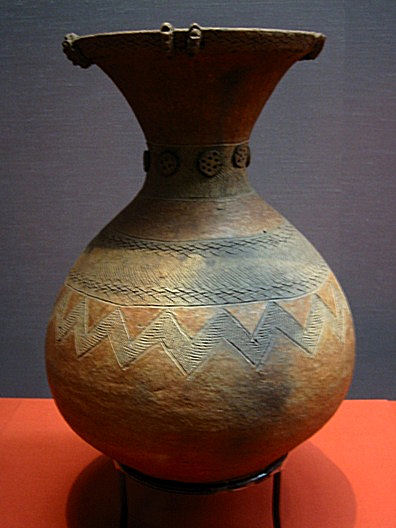
Jarre Yayoi, CE (musée national de Tokyo)

Les populations Jōmon ont été largement supplantées par — ou sont devenues — le peuple Yayoi autour de 350 avant notre ère, et plus tard le régime politique Yamato au centre de Honshū et plus au sud et à l'ouest. Les chercheurs qui assimilent le peuple Jōmon aux Aïnous et autres groupes autochtones du nord (Tōhoku) et de Hokkaidō affirment que la transition a duré beaucoup plus longtemps. Les autochtones de Tōhoku ont été en grande partie déplacés aux Xe et XIe siècles.
La période Yayoi, nommée d'après le district de Tokyo où des restes des premières poteries de cette période ont été trouvées, commence vers 350 BCE. Ces populations apportent leur connaissance de la culture du riz des zones humides, de la fabrication d'armes de cuivre et de cloches en bronze (dōtaku) et de la céramique formée au tour et cuite dans des fours. Outre l'introduction de la coulée en bronze et autres techniques dans les iles, le peuple Yayoi, qui est généralement supposé provenir du continent, a véhiculé des influences culturelles de la partie sud de la Chine. 
L'expansion chinoise au cours des dynasties Qin (221-206 BCE) et Han (206 BCE-220 CE) passe pour avoir été l'un des principaux évènements qui ont poussé les migrations vers l'archipel japonais, lesquelles ont apporté des influences culturelles et de nouvelles techniques. Les artéfacts apportés aux iles à cette époque ont eu un puissant effet sur le développement de l'art japonais en présentant des objets à imiter et à copier, tels que les miroirs en bronze correspondant aux shinjū-kyō de la mythologie chinoise.
La poterie de la période Yayoi tend à être plus lisse que celle de la période Jōmon et présente plus fréquemment des décorations faites avec des bâtons ou des peignes, plutôt qu'avec de la corde.
L'Âge du fer commence au Japon vers le IIIe siècle CE.